# Gohar Gasparian
Gohar Gasparian (armeni: Գոհար Գասպարյան) (el Caire, Egipte, 4 de desembre de 1924 - Yerevan, Armènia, 16 de maig de 2007) va ser una cantant d'òpera armènia. Va ser coneguda també com «el rossinyol armeni».

## Biografia
Nascuda en una família armènia establerta al Caire, va estudiar en una acadèmia de música en aquesta ciutat. El 1948, va emigrar a la República Socialista Soviètica d'Armènia juntament amb altres milers d'armenis de l'Orient Mitjà.
Va actuar en 23 òperes a l'Òpera de Yerevan durant la seva llarga carrera. També va impartir classes en el Conservatori Estatal Komitàs de Yerevan. Gasparian va ser condecorada com a Artista del Poble de la URSS, Heroïna del Treball Socialista i va rebre la medalla de l'ordre de sant Mesrop Maixtots.
Va morir a Yerevan i està enterrada en el Panteó de Komitas.